# Wand- und Deckenmalereien im Rathaus von Mühlhausen (Thüringen)

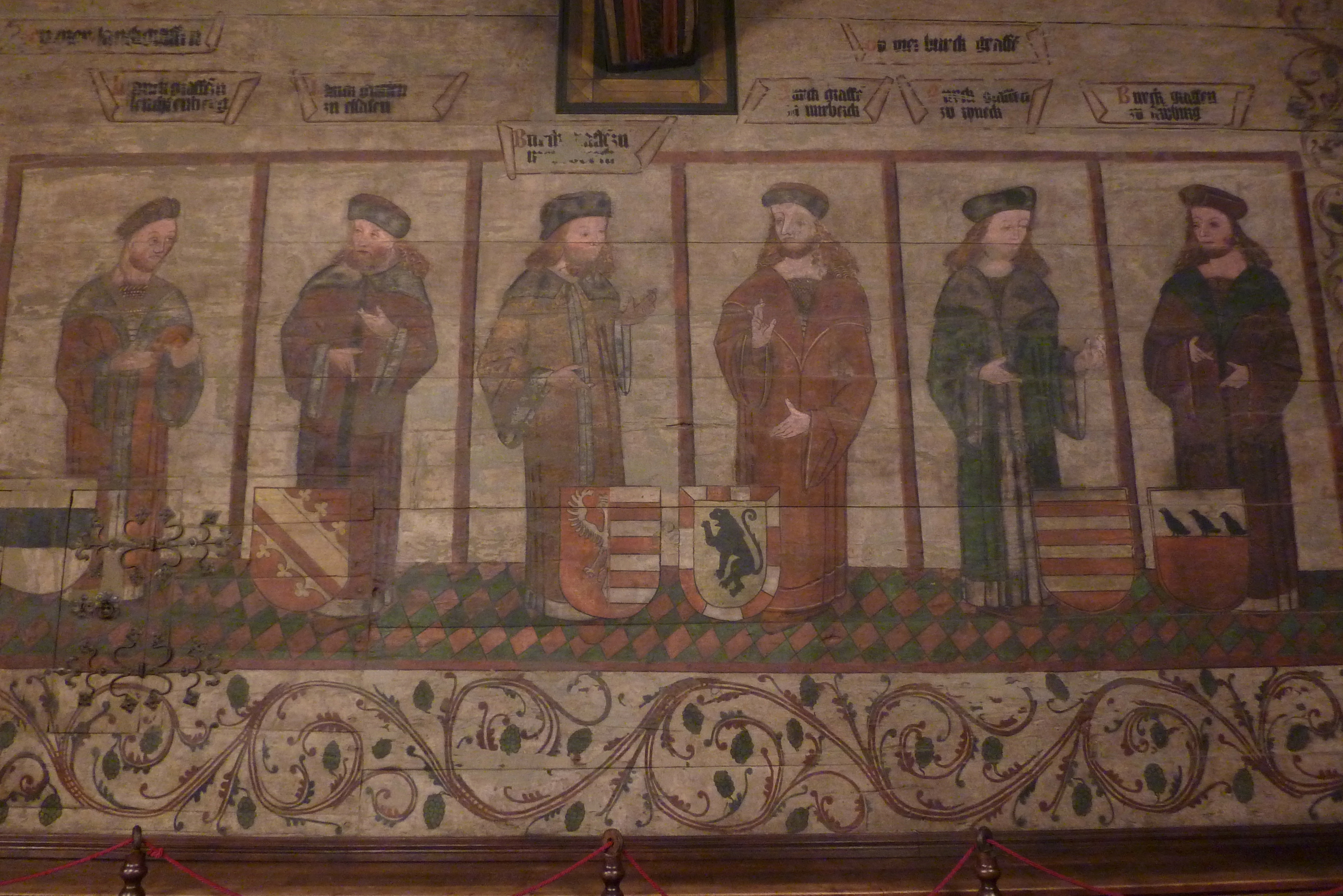
Spätgotische Wandmalerei in der Großen Ratsstube

Die Wand- und Deckenmalereien in den Repräsentationsräumen des Rathauses von Mühlhausen im Unstrut-Hainich-Kreis in Thüringen reichen bis in das 15. Jahrhundert zurück. Die Große Ratsstube besitzt eine Bohlenwand mit einem spätgotischen Figurenzyklus der Quaternionen der Reichsverfassung und eine Wandtäfelung mit Malereien aus der Renaissance. Am hölzernen Tonnengewölbe der Rathaushalle haben sich Fragmente der gotischen Bemalung und spätbarocke Darstellungen erhalten.

## Wand- und Deckenmalereien der Großen Ratsstube

### Spätgotische Wandmalereien der Großen Ratsstube
Bei der Renovierung des Rathauses im Jahr 1913 wurden an der Ostseite der Ratsstube unter einer Wandbespannung auf Bohlen angebrachte Malereien aus der zweiten Hälfte des 15. Jahrhunderts entdeckt. Auf sechs etwa einen Meter breiten, von gemalten Rahmen eingefassten Feldern werden in Lebensgröße sechs Fürsten dargestellt, die sich jeweils paarweise einander zuwenden. Alle Personen sind gleich groß, womit ihre Gleichrangigkeit betont werden soll. Sie sind durch Schriftbänder über ihren Häuptern bezeichnet. Von links nach rechts sind dargestellt: der Landgraf von Leuchtenberg, der Landgraf im Elsass, der Burggraf von Magdeburg, der Burggraf von Nürnberg, der Burggraf von Rheineck und der Burggraf von Stromberg. Die Figuren sind in fürstliche, zum Teil mit Pelz besetzte Gewänder gehüllt und tragen zu ihrem Ornat gehörende Barette. Zu ihren Füßen sind ihre Wappenschilde dargestellt. Der erhaltene Fürstenzyklus gehörte vermutlich zu einem umfangreicheren Programm und sollte die Stände des Reiches gleichsam als Teilnehmer an den Ratssitzungen repräsentieren. Durch Stadtrechnungen von 1459/60 ist ein Maler namens Tielemann überliefert, der Arbeiten in der Ratsstube ausführte. Allerdings geht man davon aus, dass es sich bei den vorhandenen Malereien um spätere Übermalungen handelt, die aufgrund der dargestellten Kleidung in das späte 15. Jahrhundert datiert werden. Aus gotischer Zeit stammt auch die Stadtansicht mit der Inschrift Hagenau über dem Durchgang zur Rathaushalle, die nach dem Entfernen der Türbekrönung zum Vorschein kam.

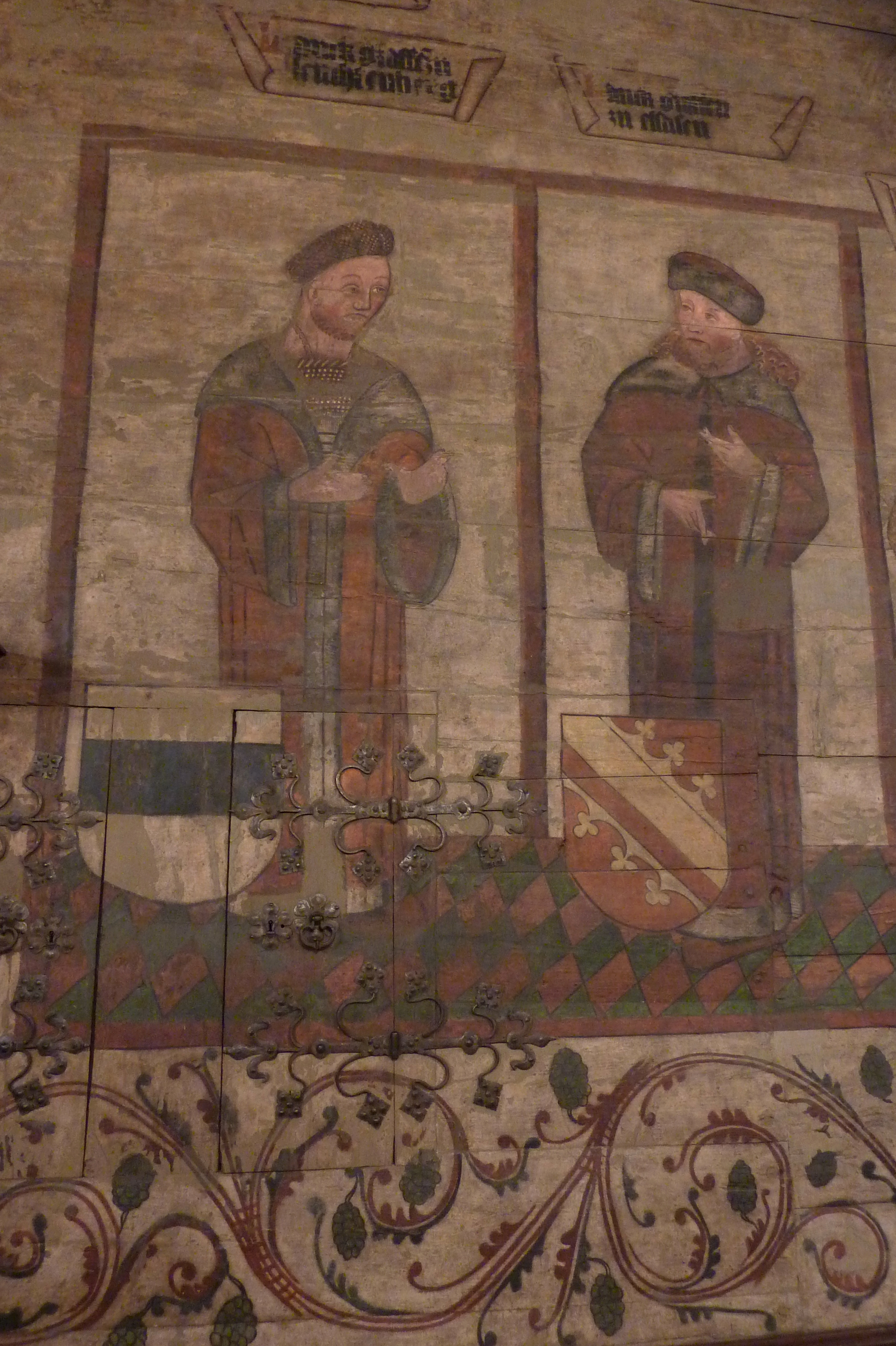
Landgraf von Leuchtenberg, Landgraf im Elsass
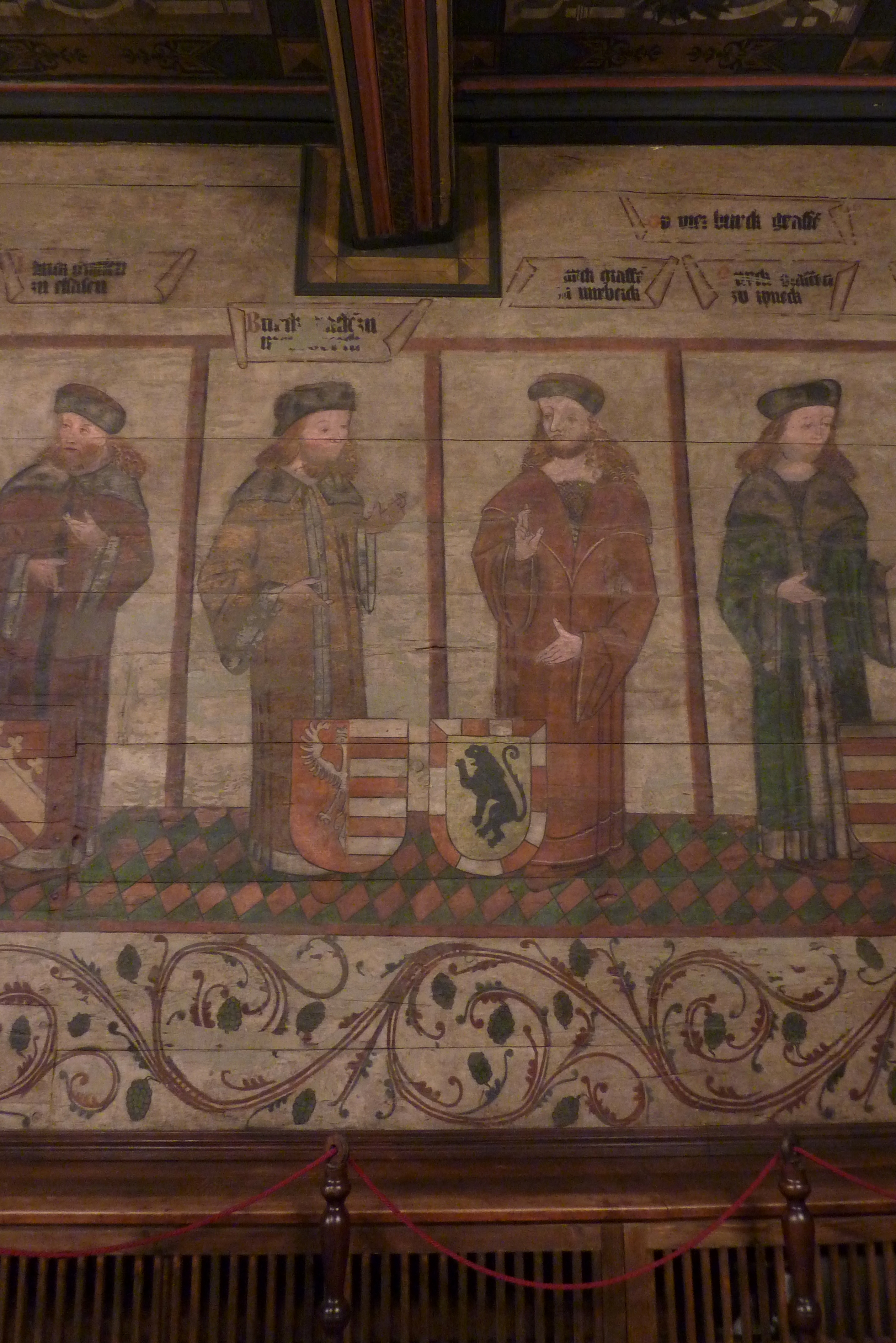
Burggraf von Magdeburg, Burggraf von Nürnberg
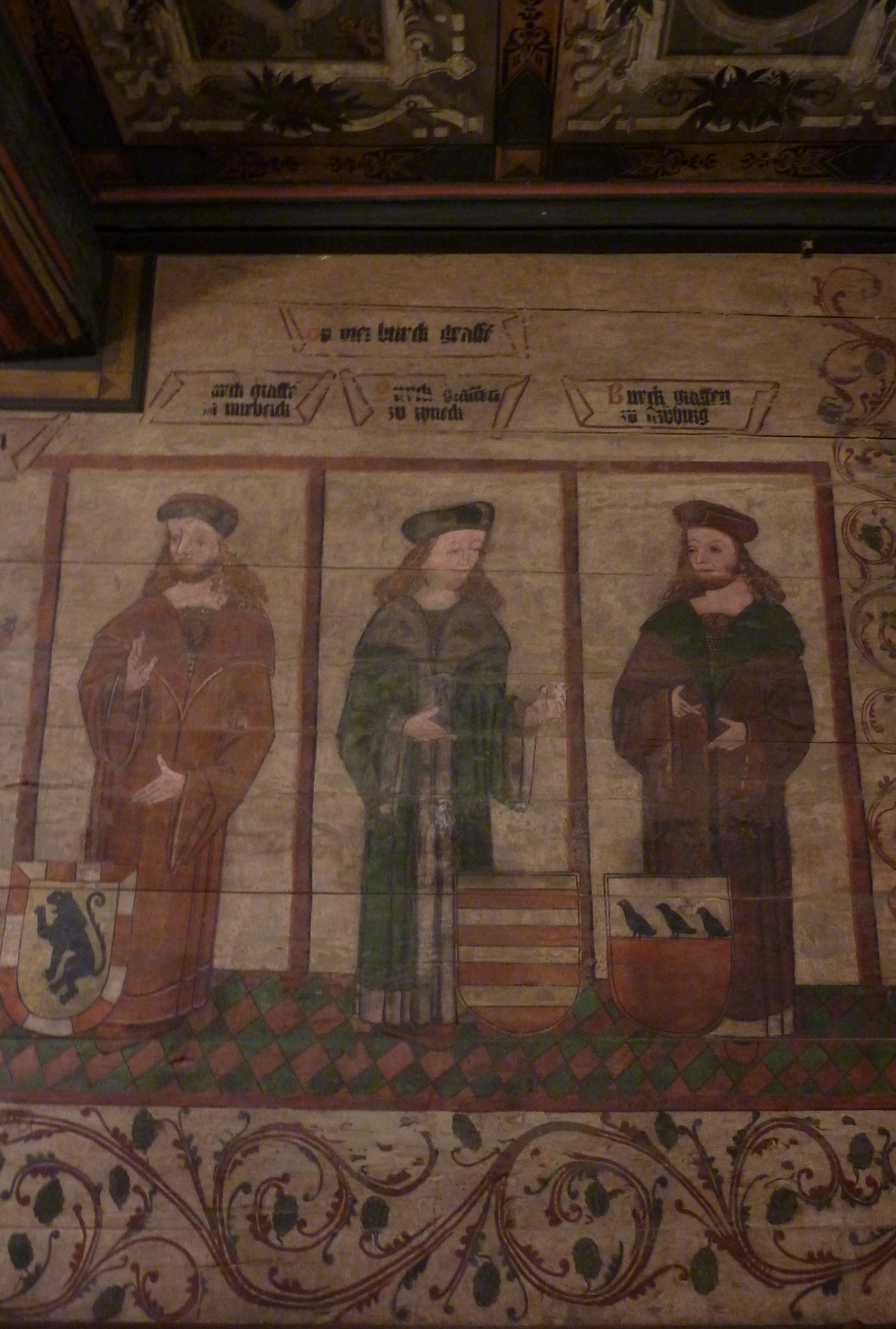
Burggraf von Rheineck, Burggraf von Stromberg
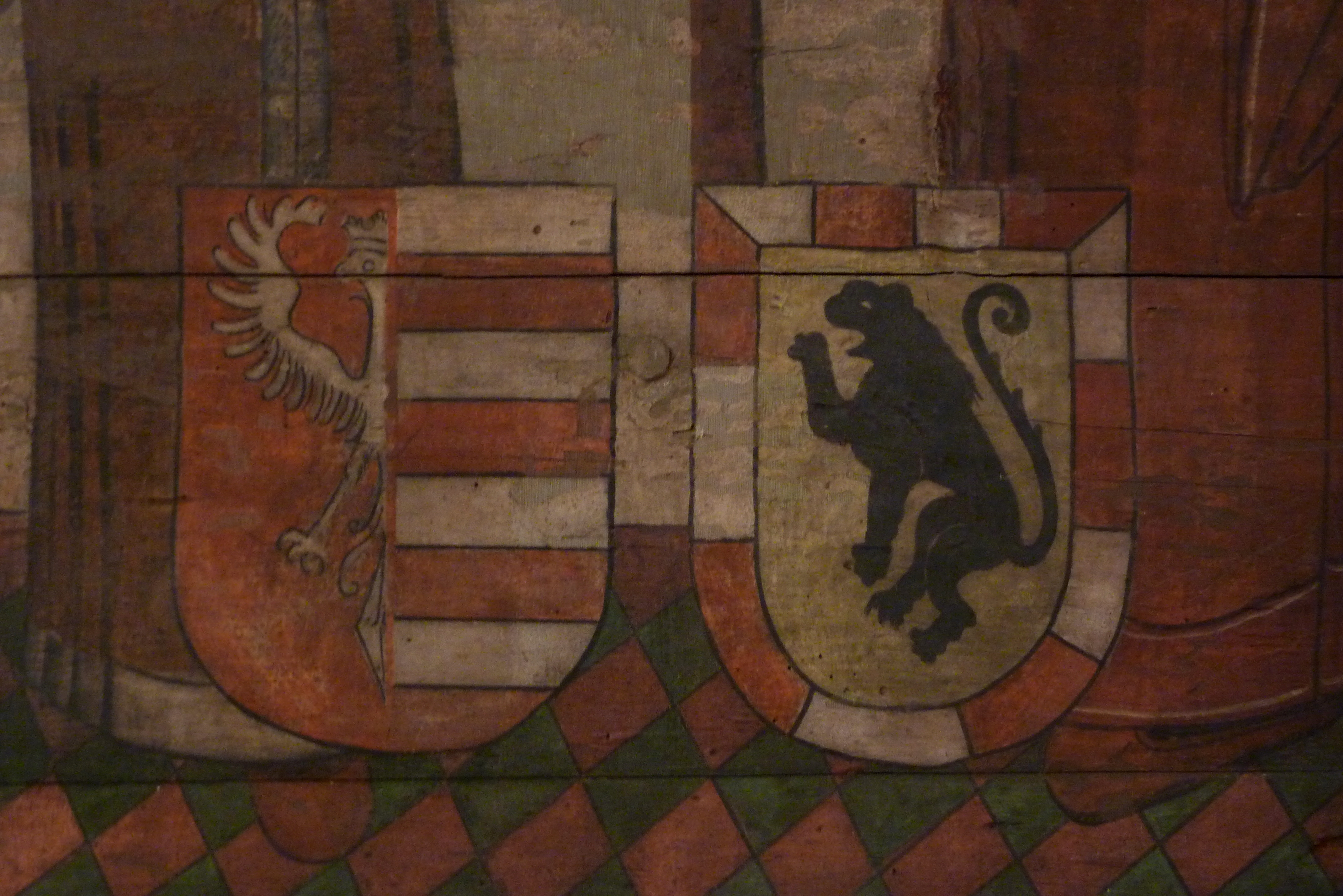
Wappen der Burggrafen von Magdeburg und Nürnberg

### Wandmalereien der Renaissance in der Großen Ratsstube

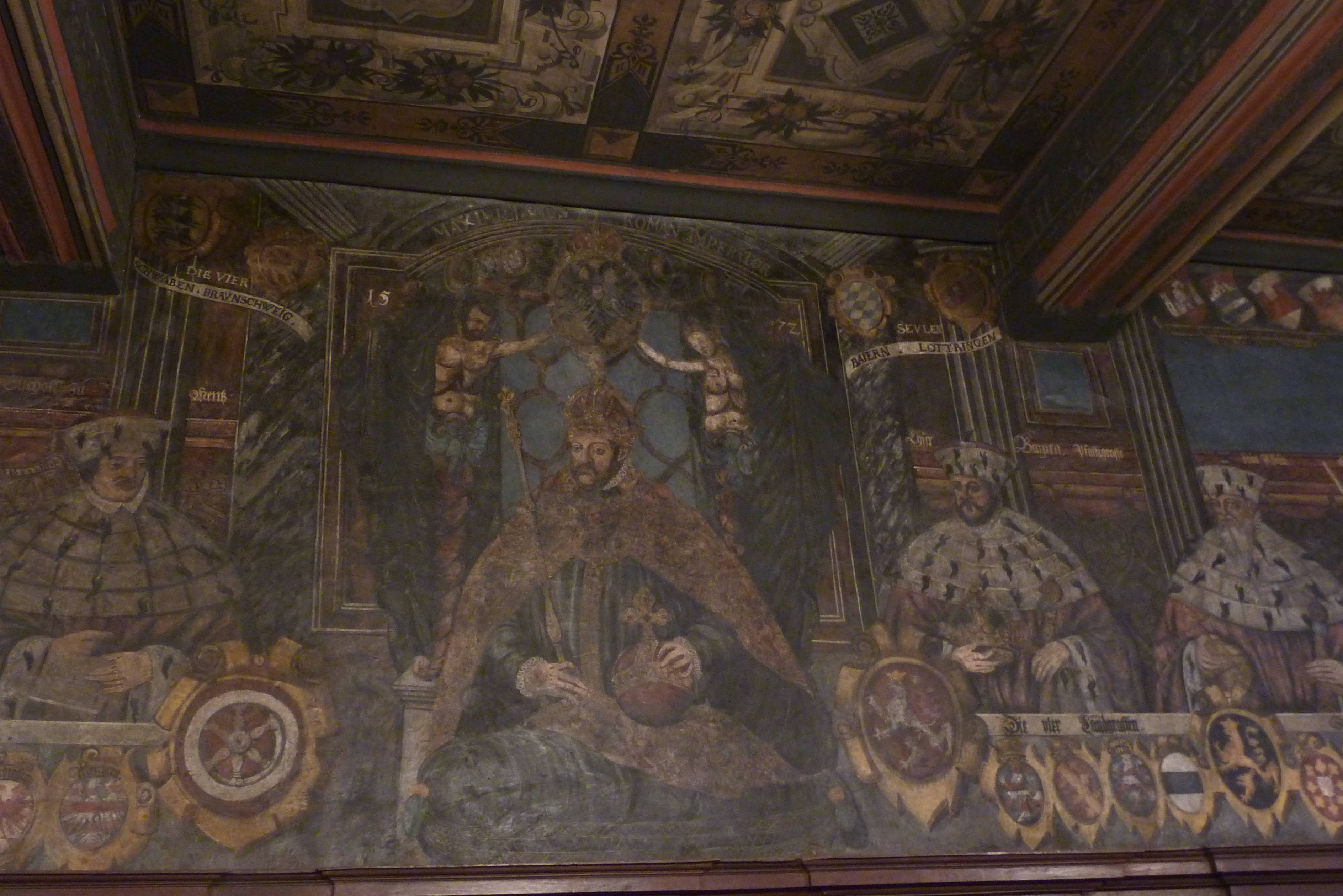
Renaissance-Wandmalerei in der Großen Ratsstube

Mit Ausnahme der wieder freigelegten Bohlenwand an der Ostseite sind die Wände der Großen Ratsstube mit Holztäfelungen versehen, die, wie der erhaltene Vertrag von 1571 belegt, von dem Schreiner Georg Hecht aus Mühlhausen ausgeführt wurden. Die Malereien stammen von Bernhard Stephan. Die Darstellungen an der Nord- und Südwand sind den Tugenden gewidmet. An der Nordwand wird FORTIDVDO, die Tapferkeit, durch eine weibliche Figur mit zwei Säulen verkörpert. Ein Sinnbild für Tapferkeit und Stärke ist auch Herkules, der mit einer Schlange dargestellt ist. Er soll nach der Sage noch in der Wiege liegend eine Schlange erwürgt haben. Daneben verkörpert eine weibliche Gestalt mit Anker SPES, die Hoffnung. An der Südwand sind die Tugenden JVSTITIA, Gerechtigkeit (mit Schwert und Waage), TEMPERANTIA, Mäßigung (mit einer Schale und einem gefüllten Krug) und CARITAS, Liebe (als Mutter mit Zwillingen), dargestellt. Über der Tür zum Rathaussaal und der freigelegten gotischen Stadtansicht hat der Maler eine Kartusche mit seinem Namen Bernhart Stephan in die Szene mit Adam und Eva eingefügt.
Die Bemalung der Westwand mit der Darstellung der Vertreter des Heiligen Römischen Reiches knüpft an die gotischen Malereien an. Diese sollten, vermutlich nach der Wiedererlangung der durch Kaiser Karl V. gewährten Reichsunmittelbarkeit, in zeitgemäßer Form erneuert werden. Im Zentrum thront Kaiser Maximilian II., zu seiner Rechten die Erzbischöfe von Mainz, Trier und Köln, zu seiner Linken die Kurfürsten von Böhmen, Sachsen, der Kurpfalz und Brandenburg. Über den Personendarstellungen befinden sich Inschriften, die die abgebildeten Personen bezeichnen. Die Inschrift über dem böhmischen König wurde vermutlich später in Churbayern umgeändert, da Bayern die Kurfürstenwürde erst 1648 nach dem Westfälischen Frieden erlangte. Unter den Personendarstellungen verläuft ein Fries mit den Wappen der Kurfürsten. Darunter befinden sich die Wappen der vier Markgrafen (Meißen, Baden, Mähren, Brandenburg), der vier Burggrafen (Magdeburg, Nürnberg, Rheineck, Stromberg), der vier Landgrafen (Thüringen, Hessen, Leuchtenberg, Elsass), der vier Grafen (Savoyen, Cilly/Steiermark, Kleve, Schwarzburg), der vier Edelknaben (Tufis, Westerburg, Aldewalde, Freiherren von Limburg), der vier Ritter (Andlau, Mellingen, Strundeck, Frauenberg), der vier Städte (Augsburg, Metz, Aachen, Lübeck), der vier Dörfer (Bamberg, Schlettstadt, Ulm, Hagenau), der vier Bauern (Köln, Regensburg, Konstanz, Salzburg). Die Einteilung in zehn Vierergruppen, die die einzelnen Stände des Reiches symbolisieren, entspricht der Theorie der Quaternionen, einer im frühen 15. Jahrhundert entwickelten Vorstellung von der hierarchischen Ordnung des Heiligen Römischen Reiches, die aus der Goldenen Bulle hergeleitet wird.

## Deckenmalerei der Rathaushalle

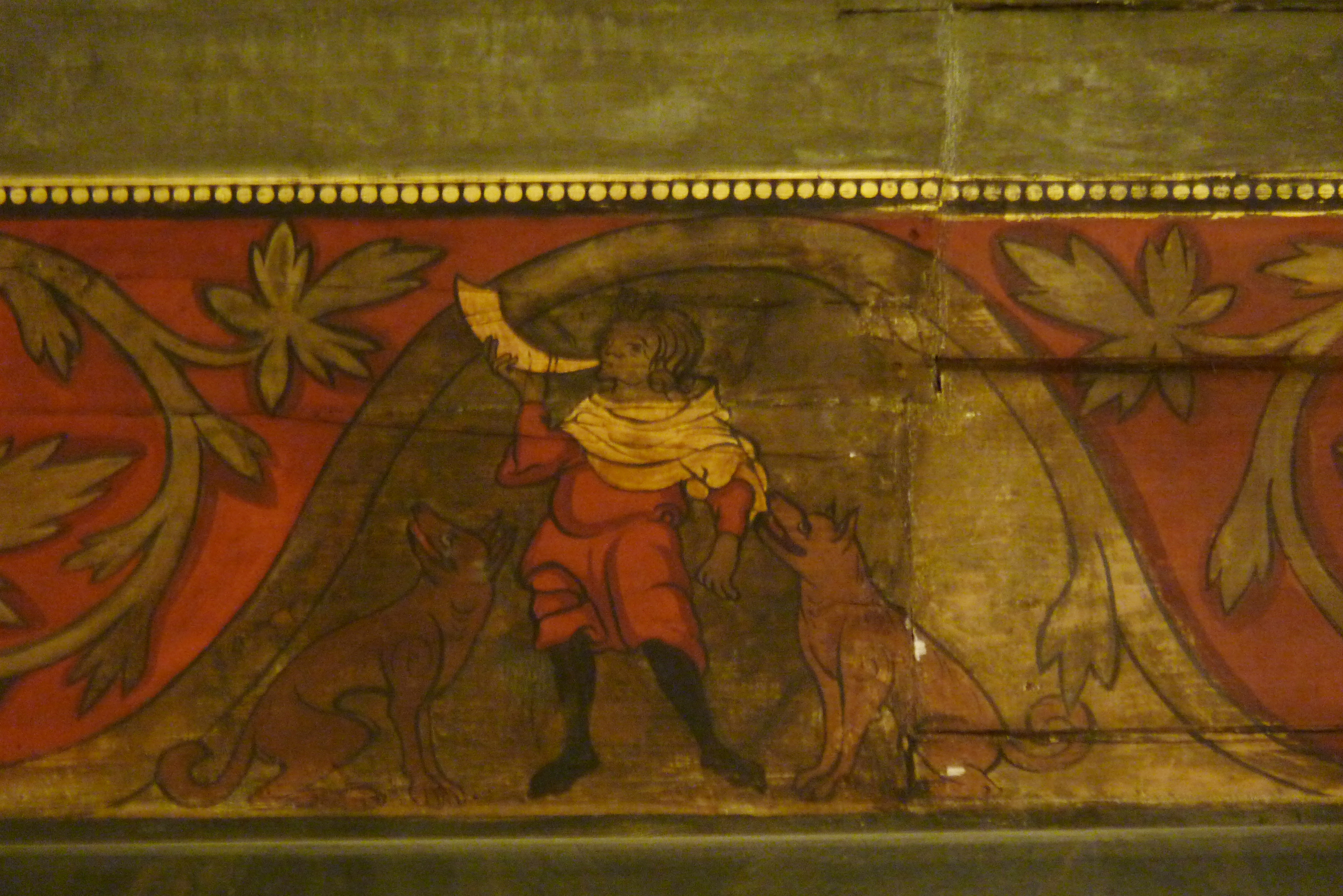
Spätgotische Wandmalerei in der Rathaushalle, Jagdszene

### Gotische Fragmente
Der um 1330 entstandene Erweiterungsbau der Rathaushalle ist mit einer spitzbogigen Holztonne gedeckt, deren Bemalung teilweise noch aus der Erbauungszeit erhalten ist. Die Tonne wird durch gurtbogenartige Ornamentfriese mit Medaillons gegliedert, auf denen ursprünglich Tierfabeln dargestellt waren. An der Nordseite sind noch sechs Jagdszenen mit gotischen Fragmenten erhalten. Auf ihnen sind ein jagdhornblasender Jäger, ein durch Hunde gestellter Bär, ein durch Hunde gestellter Wolf und ein von Hunden gestellter Hirsch dargestellt. Die Szenen aus der Fabel Reinecke Fuchs an der Südwand wurden bei der Renovierung des Rathauses 1912/13 erneuert, wie in der Inschrift eines Medaillons zu lesen ist.

### Barocke Deckenmalerei

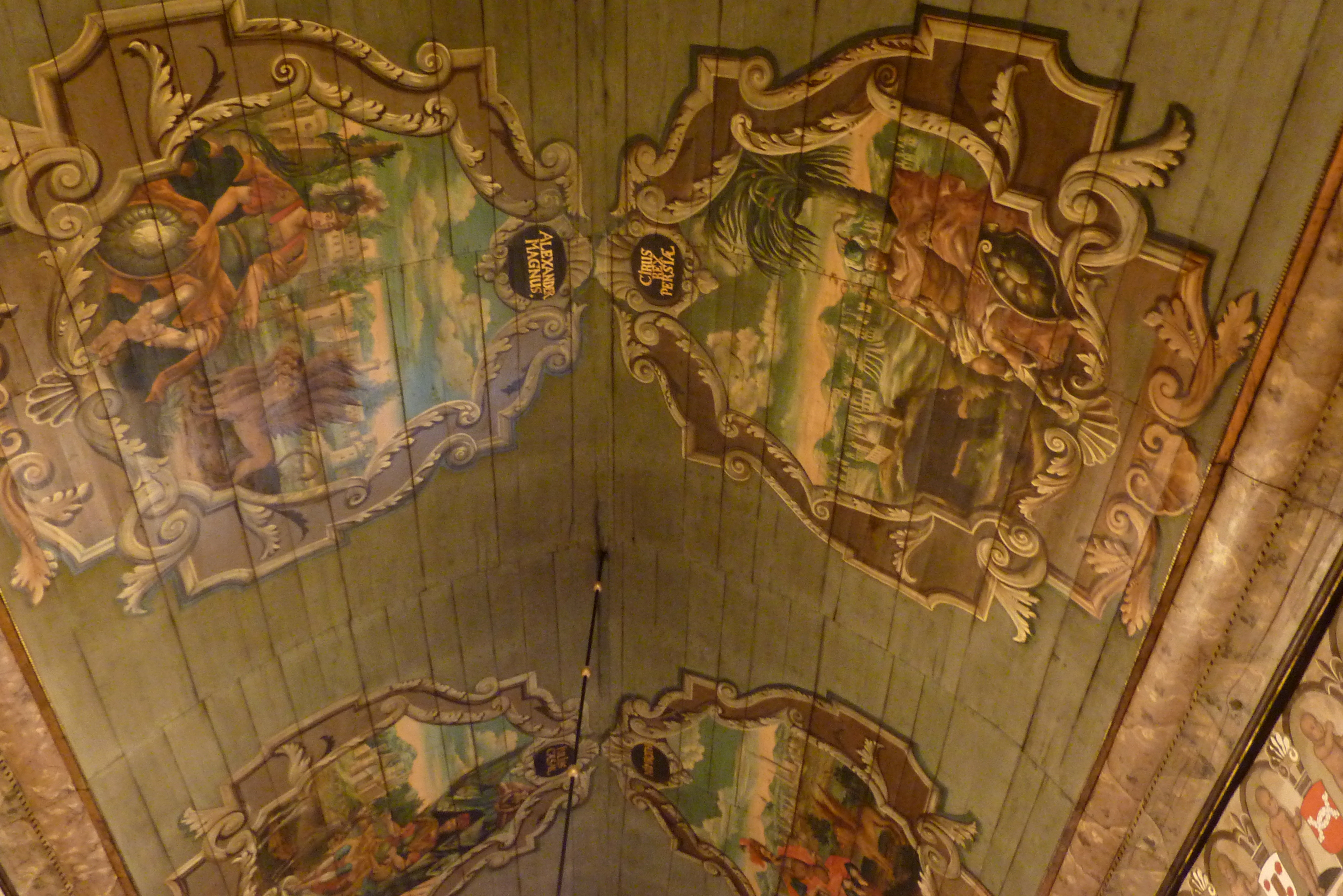
Barocke Deckenmalerei in der Rathaushalle

An die gotische Spitztonne schließt sich östlich die barocke, rundbogige Brettertonne an, die 1747 eingezogen wurde. In großen gemalten Bandelwerkkartuschen sind die Herrscher der vier Weltreiche nach der Vision des Propheten Daniel dargestellt. Die Malereien werden Johann Hermann Bauer aus Mühlhausen zugeschrieben. Eine Szene ist Nimrod gewidmet, dem Gründer des babylonischen Reiches, der den Turm von Babel errichten ließ. Die nächste Szene handelt von Kyros, dem Perserkönig, der das babylonische Reich eroberte und die Juden aus der Babylonischen Gefangenschaft befreite. Die beiden anderen Darstellungen haben Alexander den Großen und Julius Caesar zum Thema.